# Regione litoraneo-montana
La Regione litoraneo-montana (in croato Primorsko-goranska županija) è una regione della Croazia nord-occidentale, che corrisponde in parte al territorio della Liburnia e del Quarnaro o Quarnero, detto anche Carnaro. Confina con la Regione istriana ad ovest, con la Slovenia a nord e con la Regione di Karlovac e quella della Lika a est e comprende aree geograficamente eterogenee, tra cui il Carso croato, l'arcipelago del Quarnero (con le isole di Veglia, Cherso, Arbe e Lussino), e l'area montuosa del Gorski Kotar. Capoluogo della Regione è Fiume.

## Popolazione
Suddivisione della popolazione secondo le nazionalità (dati secondo il censimento del 2001):
- 258.438 (84,59%) croati
- 15.005 (4,91%) serbi
- 3.539 (1,16%) italiani
- 3.021 (0,99%) bosniaci
- 2.883 (0,94%) sloveni
- 2.063 (0,68%) albanesi
- 643 (0,21%) montenegrini
- 589 (0,19%) rom
- 516 (0,17%) ungheresi
- 489 (0,16%) macedoni
- 11.914 (3,90%) n.d.

Secondo il censimento del 2011 i 10 cognomi più diffusi della regione litoraneo-montana sono:
1. Babić
2. Tomić
3. Kovačević
4. Petrović
5. Štimac
6. Knežević
7. Ružić
8. Grgurić
9. Malnar
10. Jovanović

## Città e comuni
La Regione litoraneo-montana è divisa in 14 città e 21 comuni, qui sotto elencati (fra parentesi il dato relativo al censimento della popolazione del 2011). Quando è indicato il nome in lingua italiana, a seguire, viene indicato anche quello in lingua croata.

### Città
| Stemma | Città                      | Altitudine m s.l.m. | Superficie km² | Ab.     | Densità ab./km² | Frazioni   | Madrelingua italiana |
| ------ | -------------------------- | ------------------- | -------------- | ------- | --------------- | ---------- | -------------------- |
|        | Abbazia, Opatija           | 1                   | 68,00          | 11.759  | 172,93          | 10         | 1,37%                |
|        | Arbe, Rab                  | 1                   | 115,50         | 8.065   | 69,83           | 7          | 0,10%                |
|        | Buccari, Bakar             | 85                  | 12,56          | 8.254   | 657,17          | 9          | 0,21%                |
|        | Castua, Kastav             | 378                 | 11,00          | 10.440  | 949,09          | 6          | 0,79%                |
|        | Cherso, Cres               | 1                   | 291,60         | 2.853   | 9,78            | 26         | 5,63%                |
|        | Cirquenizza, Crikvenica    | 1                   | 50,27          | 11.193  | 222,66          | 4          | 0,13%                |
|        | Concanera, Čabar           | 518                 | 280,00         | 3.811   | 13,61           | 42         | 0,03%                |
|        | Delnizza Delnice           | 700                 | 230,00         | 5.921   | 25,74           | 55         | 0,02%                |
|        | Fiume, Rijeka              | 1                   | 44,00          | 128.735 | 2 925,80        | 33 (rioni) | 1,77%                |
|        | Lussinpiccolo, Mali Lošinj | 1                   | 223,00         | 8.070   | 36,19           | 14         | 3,12%                |
|        | Novi, Novi Vinodolski      | 1                   | 265,08         | 5.131   | 19,36           | 20         | 0,04%                |
|        | Porto Re, Kraljevica       | 1                   | 17,53          | 4.568   | 260,58          | 6          | 0,24%                |
|        | Veglia, Krk                | 1                   | 82,00          | 6.243   | 76,13           | 14         | 0,53%                |
|        | Verbosco, Vrbovsko         | 470                 | 280,00         | 5.019   | 17,93           | 65         | 0,00%                |

### Comuni
| Stemma | Comune                                  | Altitudine m s.l.m. | Superficie km² | Ab.    | Densità ab./km² | Frazioni | Madrelingua italiana |
| ------ | --------------------------------------- | ------------------- | -------------- | ------ | --------------- | -------- | -------------------- |
|        | Bescanuova, Baška                       | 1                   | 62,00          | 1.668  | 26,90           | 4        | 0,12%                |
|        | Moravizze, Brod Moravice                | 600                 | 62,00          | 865    | 13,95           | 38       | 0,12%                |
|        | Castelmuschio, Omišalj                  | 1                   | 39,00          | 2.998  | 76,87           | 2        | 0,44%                |
|        | Clana, Klana                            | 567                 | 94,00          | 1.978  | 21,04           | 5        | 0,41%                |
|        | Costrena, Kostrena                      | 100                 | 12,00          | 4.179  | 348,25          | 19       | 0,77%                |
|        | Zaule di Liburnia, Čavle                | 315                 | 84,21          | 7.215  | 85,68           | 10       | 0,33%                |
|        | Dobrigno, Dobrinj                       | 1                   | 55,00          | 2.023  | 36,78           | 20       | 0,24%                |
|        | Draga di Moschiena, Mošćenička Draga    | 1                   | 45,00          | 1.536  | 34,13           | 15       | 1,63%                |
|        | Fusine, Fužine                          | 730                 | 85,87          | 1.595  | 18,57           | 6        | 0,13%                |
|        | Gellegne, Jelenje                       | 300                 | 109,00         | 5.321  | 48,82           | 17       | 0,36%                |
|        | Laurana, Lovran                         | 1                   | 21,00          | 4.056  | 193,14          | 5        | 1,68%                |
|        | Loparo, Lopar                           | 1                   | 21,90          | 1.263  | 57,67           | 1        | 0,00%                |
|        | Loque, Lokve                            | 730                 | 42,00          | 1.047  | 24,93           | 7        | 0,10%                |
|        | Malinsca-Dobasnizza, Malinska-Dubašnica | 1                   | 39,00          | 3.142  | 80,56           | 21       | 0,35%                |
|        | Mattuglie, Matulji                      | 180                 | 175,60         | 11.274 | 64,20           | 23       | 0,64%                |
|        | Mrkopalj, Mercopaglio                   | 826                 | 157,00         | 1.208  | 7,69            | 6        | 0,08%                |
|        | Ponte, Punat                            | 1                   | 82,00          | 1.953  | 23,82           | 5        | 0,20%                |
|        | Montedritto o Montecampo, Ravna Gora    | 795                 | 82,00          | 2.439  | 29,74           | 6        | 0,00%                |
|        | Skrad                                   | 665                 | 53,85          | 1.054  | 19,57           | 32       | 0,00%                |
|        | Valdivino, Vinodolska Općina            | 200                 | 152,00         | 3.548  | 23,34           | 4        | 0,08%                |
|        | Verbenico, Vrbnik                       | 1                   | 49,30          | 1.260  | 25,56           | 4        | 0,08%                |
|        | San Mattia, Viškovo                     | 335                 | 19,00          | 14.445 | 760,26          | 7        | 0,42%                |